# 거신병 도쿄에 나타나다 극장판
거신병 도쿄에 나타나다 극장판(巨神兵東京に現わる)은 일본에서 제작된 히구치 신지 감독의 2012년 SF, 판타지, 드라마 영화이다. 안노 히데아키 등이 제작에 참여하였다.
미야자키 하야오의 1984년 애니메이션 영화 바람계곡의 나우시카의 실사 프리퀄이자 스핀오프이며 스튜디오 지브리, 카라가 공동 제작했다.

## 제작진
- 캐릭터: 미야자키 하야오